# Xã Rock, Quận Sioux, Iowa
Xã Rock (tiếng Anh: Rock Township) là một xã thuộc quận Sioux, tiểu bang Iowa, Hoa Kỳ. Năm 2010, dân số của xã này là 4.048 người.